# Округ Шајен (Канзас)
Округ Шајен (енгл. Cheyenne County) је округ у америчкој савезној држави Канзас. По попису из 2010. године број становника је 2.726. Седиште округа је град Сент Франсис.

## Демографија
Према попису становништва из 2010. у округу је живело 2.726 становника, што је 439 (13,9%) становника мање него 2000. године.
| Група             | 2000.         | 2010.         |
| Белци             | 3.052 (96,4%) | 2.543 (93,3%) |
| Афроамериканци    | 4 (0,1%)      | 2 (0,1%)      |
| Азијати           | 10 (0,3%)     | 19 (0,7%)     |
| Хиспаноамериканци | 82 (2,6%)     | 142 (5,2%)    |
| Укупно            | 3.165         | 2.726         |